# Ebanovina
Ebanovina je opći naziv za vrlo gusto i crno drvo. U strogom smislu dobiva se od nekoliko vrsta drva iz roda Diospyros, no i drvo dobiveno iz nekoliko drugih crnih ili tamnih stabala (potpuno rodno nepovezanih) ponekad se naziva ebanovinom. Raste u suptropskim i tropskim krajevima, a najpoznatija ebanovina dobiva se od roda Diospyros ebenum koj obiluje u južnoj Indiji i na Šri Lanki. Ovo drvo naziva se cejlonskom ebanovinom.
Ebanovina se vrlo cijeni kao ukrasno drvo, budući kako je riječ o jednom od najcrnijih poznatih vrsta drva, koje se lako obrađuje te ima finu teksturu i veliku gustoću zbog koje tone u vodi. Pojedine vrste drva iz roda Diospyros daju posebni prugastu ebanovinu koja nije u potpunosti crna, već se sastoji od svjetlijih i tamnijih pruga.

## Galerija
- Vrat violine
- Afrički drvorez
- Crne figure u šahu
- Stolica Kamagong

## Vanjske poveznice
- Glazbeni instrumenti od ebanovine  Arhivirana inačica izvorne stranice od 5. svibnja 2009. (Wayback Machine)
- Egzotična drva - ebanovina  Arhivirana inačica izvorne stranice od 30. svibnja 2009. (Wayback Machine)